# Mika Zibanejad
Mika Zibanejad (* 18. April 1993 in Huddinge) ist ein schwedischer Eishockeyspieler finnischer und iranischer Herkunft, der seit Juli 2016 bei den New York Rangers in der National Hockey League auf der Position des Centers spielt. Mit der schwedischen Nationalmannschaft gewann er die Goldmedaille bei der Weltmeisterschaft 2018.

## Karriere
Mika Zibanejad begann seine Karriere beim Hammarby IF, wo er alle Nachwuchsmannschaften durchlief. 2008 ging sein Heimatverein in Insolvenz, und Zibanejad wechselte zur Juniorenmannschaft des AIK, für die er in der J18-SuperElit spielte. Im April 2009 wurde er vom Djurgårdens IF verpflichtet, um für das U18- und U20-Team des Vereins zu spielen. Am 7. Dezember 2010 debütierte er für die Profimannschaft des Vereins in der Elitserien gegen den Luleå HF und erzielte sein erstes Elitserien-Tor am 15. Januar 2011 gegen Tuomas Tarkki von MODO Hockey.
Beim NHL Entry Draft 2011 wurde der Schwede in der ersten Runde an insgesamt sechster Position von den Ottawa Senators ausgewählt. Diese schlossen am 13. Juli 2011 einen Dreijahresvertrag mit ihm ab und setzten ihn ab der Saison 2011/12 regelmäßig ein. Nach fünf Jahren und fast 300 Spielen gaben ihn die Senators im Juli 2016 samt einem Zweitrunden-Wahlrecht für den NHL Entry Draft 2018 an die New York Rangers ab. Im Gegenzug wechselten Derick Brassard und ein Siebtrunden-Wahlrecht für den gleichen Draft nach Ottawa. Nach einer Spielzeit in New York unterzeichnete der Schwede im Juli 2017 einen neuen Fünfjahresvertrag bei den Rangers, der ihm ein durchschnittliches Jahresgehalt von 5,35 Millionen US-Dollar einbringen soll.
In der Saison 2018/19 verzeichnete Zibanejad mit 74 Scorerpunkten seinen bisherigen Karriere-Bestwert und erreichte darüber hinaus erstmals die Marke von 30 Toren. Dem Schweden gelang ein herausragender Start in die Spielzeit 2019/20, so verbuchte er in den ersten zwei Saisonspielen insgesamt acht Scorerpunkte. Dies war zuletzt Jaromír Jágr in der Saison 1995/96 gelungen. Am 5. März 2020 erzielte Zibanejad fünf Tore beim 6:5-Sieg nach Verlängerung gegen die Washington Capitals. Letztlich bestätigte er am Ende der Spielzeit 2019/20 die Leistung des Vorjahres mit 75 Punkten, benötigte dafür allerdings deutlich weniger Spiele (57) und erreichte zudem die 40-Tore-Marke.
Am 17. März 2021 verzeichnete Zibanejad beim 9:0-Sieg der Rangers über die Philadelphia Flyers sechs Scorerpunkte in einem Spieldrittel, was zuvor in der NHL-Historie nur Bryan Trottier im Jahre 1978 gelungen war und was somit einen gemeinsamen Rekord darstellt. Im Oktober 2021 unterzeichnete der Schwede einen neuen Achtjahresvertrag in New York, der ihm mit Beginn der Spielzeit 2022/23 ein durchschnittliches Jahresgehalt von 8,5 Millionen US-Dollar einbringen soll.

## Erfolge und Auszeichnungen
- 2022 Teilnahme am NHL All-Star Game (persönlicher Verzicht)

### International
| - 2010 Bronzemedaille bei der World U-17 Hockey Challenge - 2010 Bronzemedaille beim Ivan Hlinka Memorial Tournament - 2011 Silbermedaille bei der U18-Junioren-Weltmeisterschaft | - 2012 Goldmedaille bei der U20-Junioren-Weltmeisterschaft - 2018 Goldmedaille bei der Weltmeisterschaft - 2025 Bronzemedaille bei der Weltmeisterschaft |

## Karrierestatistik
Stand: Ende der Saison 2024/25

### International
Vertrat Schweden bei:
| - World U-17 Hockey Challenge 2010 - Ivan Hlinka Memorial Tournament 2010 - U18-Junioren-Weltmeisterschaft 2011 - U20-Junioren-Weltmeisterschaft 2012 | - Weltmeisterschaft 2018 - 4 Nations Face-Off 2025 - Weltmeisterschaft 2025 |

(Legende zur Spielerstatistik: Sp oder GP = absolvierte Spiele; T oder G = erzielte Tore; V oder A = erzielte Assists; Pkt oder Pts = erzielte Scorerpunkte; SM oder PIM = erhaltene Strafminuten; +/− = Plus/Minus-Bilanz; PP = erzielte Überzahltore; SH = erzielte Unterzahltore; GW = erzielte Siegtore; 1 Play-downs/Relegation; Kursiv: Statistik nicht vollständig)

## Familie
Sein Halbbruder Monir Kalgoum ist ebenfalls professioneller Eishockeyspieler.